# Luciano Magrini
Luciano Magrini (Trieste, 2 gennaio 1885 – Milano, 9 dicembre 1957) è stato un giornalista e politico italiano, deputato all'Assemblea Costituente e sottosegretario di Stato nel Governo De Gasperi IV.